# Taiga Nakajima
Taiga Nakajima (født 1. august 1999) er en japansk fodboldspiller.
Han har spillet for flere forskellige klubber i sin karriere, herunder Gamba Osaka.